# Minyahil Teshome
Minyahil Teshome   (Addis Abeba, 14 de novembre de 1985), amàric: ምንያህል ተሾመ, és un futbolista etíop de la dècada de 2010.
Fou internacional amb la selecció de futbol d'Etiòpia.
Pel que fa a clubs, destacà a Saint George.